# Assembleia Parlamentar da Bósnia e Herzegovina
A Assembleia Parlamentar da Bósnia e Herzegovina (Parlamentarna skupština Bosne i Hercegovine) é a sede do poder legislativo da Bósnia e Herzegovina, o parlamento é no formato bicameral composto da Câmara dos Representantes e da Câmara dos Povos.

## Câmara dos Representantes
A Câmara dos Representantes é a câmara baixa do parlamento, conta atualmente com 42 membros eleitos por representação proporcional para mandatos de 4 anos.

## Câmara dos Povos
A Câmara dos Povos é a câmara alta do parlamento, conta atualmente com 15 membros apontados por assembleias locais, sendo 5 bósnios, 5 sérvios e 5 croatas.